# Carlos van Buren
Carlos van Buren Vallejo (Copiapó, 1 de octubre de 1868-Viña del Mar, 25 de abril de 1929) fue un filántropo, banquero y empresario chileno.

## Biografía
Hijo del matrimonio de John Meliton van Buren Roupe, ciudadano estadounidense (de ascendencia neerlandesa y descendiente del expresidente de Estados Unidos, Martin Van Buren) que vino a Chile contratado para el trabajar en la construcción del Ferrocarril Caldera-Copiapó, y de Damiana Vallejo Arenas.
Estudió humanidades en el Liceo de Copiapó, ciudad que, en esa época, era el centro de riquezas mineras del país. En 1875 fue enviado a Valparaíso para realizar estudios comerciales en el Colegio británico The Mackay School. Con 17 años ingresó como aprendiz al Banco de A. Edwards y Compañía del puerto en 1885. Paralelamente a su trabajo bancario, y mediante un capital formado por sus ahorros, se dedicó a diversas operaciones bursátiles y a realizar inversiones en empresas emergentes. Fue así como, en el transcurso de no muchos años, logró amasar una cuantiosa fortuna.
En 1907, fue designado como titular de la subadministración del Hospital San Juan de Dios, destruido por el terremoto que afectó la ciudad en 1906. Asumió oficialmente la administración del recinto en 1912, modernizando sus servicios y renovando sus dependencias, dejándolo la altura de los requerimientos que la ciudad necesitaba.
En 1913 asumió la gerencia del Banco de A. Edwards y Compañía. En 1920 pasa a ser presidente de aquella institución bancaria.
Luego de 20 años de administración del Hospital San Juan de Dios, renunció a su cargo el 12 de septiembre de 1921. Se desempeñó como alcalde de Valparaíso entre septiembre y diciembre de 1924.
Se dedicó también a la filantropía, ayudando permanentemente con gruesas sumas de dinero de su fortuna personal en favor de obras de caridad y sociales: estudiantes, bomberos, colegios, hospitales, huérfanos, inválidos, y a las instituciones científicas y de las bellas artes.
Figuró entre los albaceas testamentarios de Federico Santa María quienes crearon una Fundación para construir una Universidad Técnica para el puerto.
«Don Carlos», como se le llamó en vida y muchos años después de su muerte, falleció en su casa de Viña del Mar, el 25 de abril de 1929. Sus restos descansan en el Cementerio N.º 2 de Valparaíso.

## Bombero
Ingresó a la 1.ª Compañía del  Cuerpo de Bomberos de Valparaíso, para después de una pequeña permanencia pasar en 1887 a la Tercera Compañía «Cousiño y Agustín Edwards». Su destacada participación y liderazgo lo llevó a asumir los cargos de ayudante, sargento, secretario, capitán, director y, finalmente, superintendente del Cuerpo de Bomberos de Valparaíso. En la actualidad, la 3.ª Compañía lo recuerda día a día por ser este calificado como «voluntario ilustre».

## Hospital Carlos van Buren
Al mes de su muerte, una junta de beneficencia pidió al Ministerio de Bienestar Social, actual Ministerio de Salud (Minsal), cambiar el nombre del entonces hospital «San Juan de Dios» al de «Carlos van Buren». Esta modificación se llevó a cabo durante el primer gobierno del presidente Carlos Ibáñez del Campo, mediante el decreto n.° 974 del 24 de mayo de 1929.